# Boreus californicus
Boreus californicus is een schorpioenvlieg uit de familie van de sneeuwvlooien (Boreidae). De wetenschappelijke naam van de soort is voor het eerst geldig gepubliceerd door Packard in 1870.
De soort komt voor in het westen van Noord-Amerika.